# Carl-Henrik Hermansson
Carl-Henrik Hermansson (né le 14 décembre 1917 à Bollnäs et mort le 26 juillet 2016 à Stockholm) est un homme politique suédois, et président de 1964 à 1975 du Parti de gauche – Les communistes.